# Lasse Virén
Lasse Arttiri Virén (ur. 22 lipca 1949 w Myrskylä) – fiński lekkoatleta, długodystansowiec, czterokrotny mistrz olimpijski.
Wielka postać biegów długich lat siedemdziesiątych XX wieku. Swoimi osiągnięciami nawiązał do fińskiej szkoły biegów z okresu międzywojennego.
Po raz pierwszy wystąpił w zawodach międzynarodowych najwyższej rangi w 1971 na mistrzostwach Europy w Helsinkach, gdzie zajął 7. miejsce w biegu na 5000 m i 17. miejsce na 10 000 m (obie konkurencje wygrał wówczas jego rodak Juha Väätäinen). W 1972 Virén ustanowił rekord świata w biegu na 2 mile (8:14,0), a podczas igrzysk olimpijskich w Monachium został złotym medalistą zarówno na 5000 m, jak i na 10 000 m. Na dłuższym z tych dystansów ustanowił przy tym rekord świata wynikiem 27:38,40, mimo że podczas biegu przewrócił się i musiał gonić zawodników, którzy w międzyczasie odbiegli na ponad 100 metrów. 14 września 1972 w Helsinkach poprawił rekord świata na 5000 m osiągając czas 13:16,4. Został uhonorowany tytułem Lekkoatlety Roku Track & Field w 1972.
Na mistrzostwach Europy w 1974 w Rzymie Virén zdobył brązowy medal na 5000 m, a na 10 000 m zajął 7. miejsce. Na igrzyskach olimpijskich w 1976 w Montrealu ponownie zwyciężył na 5000 m i 10 000 m, czego nie udało się do tej pory żadnemu innemu lekkoatlecie. Na igrzyskach tych wystartował także w biegu maratońskim, w którym zajął 5. miejsce.
Virén wystąpił na igrzyskach olimpijskich w 1980 w Moskwie, gdzie zajął 5. miejsce w biegu na 10 000 m, a maratonu nie ukończył.
Był mistrzem Finlandii na 1500 m w 1972 i 1974 oraz na 5000 m w 1976.
Virén zasiadał w latach 1999–2007 w fińskim Parlamencie z ramienia Koalicji Narodowej.